# セルギー・コルスンスキー
セルギー・ウォロディミロヴィチ・コルスンスキー（ウクライナ語: Сергій Володимирович Корсунський、英語: Sergiy Volodymyrovych Korsunsky、1962年8月10日 - ）は、ウクライナの外交官。元駐日ウクライナ特命全権大使。キエフ大学理学博士。

## 経歴

### 生い立ちと学歴
ソビエト連邦時代のウクライナ・キエフに生まれる。
1984年、キエフ大学数学科卒業。物理学及び数学専攻の理学博士。
1984年-1988年、ウクライナ国立学士院研究員。
1991年-1994年、ウクライナ国家科学技術委員会計画局長。
1994年-1995年、ユネスコ国内委員会一等書記官
1995年、キエフ大学国際関係研究所にて研修。

### 外交官として

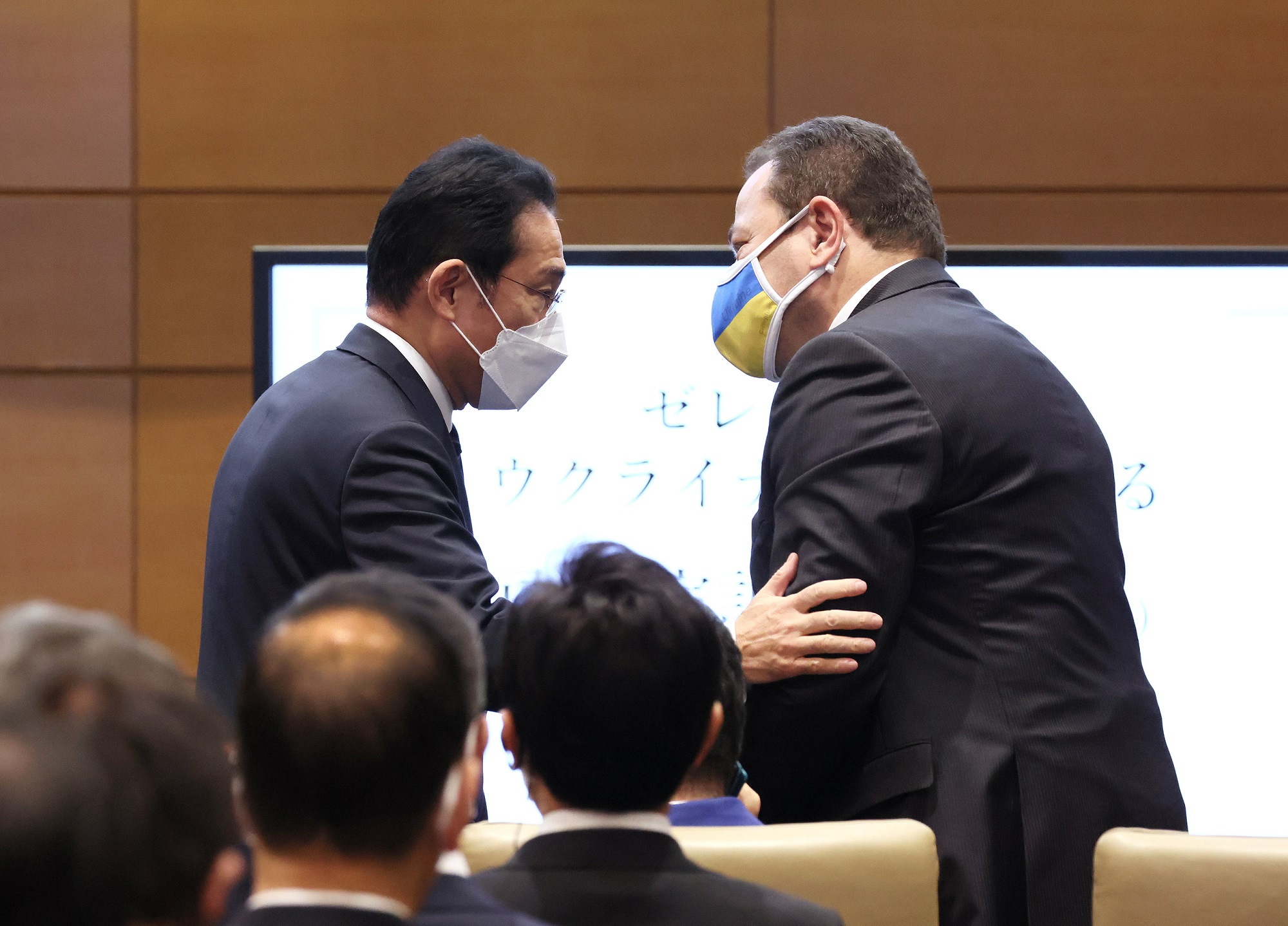
2022年3月、岸田文雄内閣総理大臣（左）と

1995年-1998年、駐イスラエルウクライナ大使館経済・科学技術参事官。
1998年-2000年、ウクライナ外務省経済協力局副局長。
2000年-2006、駐米ウクライナ大使館公使参事官（ワシントンDC）。
2005年-2006年、駐米ウクライナ臨時代理大使。
2006年から2008年まで、ウクライナ外務省経済協力局長。
2008年7月から2016年6月18日まで駐トルコ共和国ウクライナ特命全権大使。
2017年10月から2020年4月まで、ウクライナのヘンナディー・ウドベンコ外交アカデミーの理事長。
2020年4月14日より、駐日ウクライナ特命全権大使。
2024年12月21日、ウォロディミル・ゼレンスキー大統領より駐日ウクライナ特命全権大使を解任された。それ以降も大使として活動を行っているが、2025年4月11日には離任し、ウクライナ外務省からも退職予定である。

### 駐日ウクライナ特命全権大使離任後
2025年7月1日付で、テンプル大学ジャパンキャンパスの特別招聘教授および特別顧問学長補佐に就任。

## 参考資料
1. ↑  “Decree of the President of Ukraine № 142/2020”. Office of the President of Ukraine. 2020年4月15日閲覧。
2. ↑  “Про призначення С. Корсунського Надзвичайним і Повноважним Послом України в Японії” (ウクライナ語). Офіційний вебпортал парламенту України. 2024年12月21日閲覧。
3. ↑  “УКАЗ ПРЕЗИДЕНТА УКРАЇНИ №866/2024"Про звільнення С.Корсунського з посади Надзвичайного і Повноважного Посла України в Японії"”.  ウクライナ大統領府. 2024年12月21日閲覧。
4. ↑  “｢ウクライナ主権制限なら、停戦合意は不可能｣ 駐日大使”. 日本経済新聞 (2025年4月7日). 2025年4月7日閲覧。
5. ↑  “「日本に永久に感謝」「過小評価しないで」 離任のウクライナ大使：朝日新聞”. 朝日新聞 (2025年2月25日). 2025年3月7日閲覧。
6. ↑  元駐日ウクライナ大使のセルギー・コルスンスキー博士、テンプル大学ジャパンキャンパスの特別招聘教授および特別顧問学長補佐に就任TUJサイト 2025年6月5日